# Pont Verd (Vílnius)
El Pont Verd (en lituà: Žaliasis Tiltas) és un pont sobre el riu Neris a Vílnius capital de Lituània. És el pont més antic de la ciutat i connecta el centre de Vílnius amb el seu nou barri Šnipiškės.

## Història
El primer pont construït es coneix des de 1536, es trobava a prop de l'actual pont Mindaugas. Era un pont de fusta cobert amb maó i pilarsde pedra. Tenia un segon pis amb uns habitacles per als cobradors de peatge. Perquè el seu fundador Ulryk Hozjusz volia recuperar el cost amb la recaptació dels peatges, el gran duc Segimon I el Vell de Polònia li va concedir un privilegi que prohibia construir d'altres ponts entre Kernavė i Bistrica (Быстрыца a Belarús) o per als que travessessin entre Verkiai i Paneriai. El pont va ser cremat durant la retirada de l'exèrcit lituà comandat per Janusz Radziwill després de la batalla de Vílnius (1655).
Un nou projecte es va elaborar el 1673, amb una distància de 73 metres entre els pilars -les més llarga coneguda en aquest moment-. Tanmateix, una presa de gel al riu durant la primavera va destruir els pilars, els fonaments van ser tornats a utilitzar i el segon pont es va completar el 1679. L'any 1739 un altre pont de fusta va ser construït i pintat de verd, [2] des d'aleshores se'l coneix com el Pont Verd. El 1789 un nou projecte d'un pont de maó va ser dissenyat per Laurynas Gucevičius, però els constructors van seleccionar una altra proposta, la construcció va ser supervisada per Marcin Knackfus. El pont va ser cremat el 1791 i reconstruït novament segons el projecte de Michael Schulz en 1805, una altra vegada va ser cremat sota les ordres de Michael Andreas Barclay de Tolly durant la invasió francesa de Rússia de 1812.}
El pont va ser reconstruït el 1827-1829, encara un nou pont d'acer va ser dissenyat per Nikolai Belelyubsky i es va acabar el 1894. Aquesta construcció va sobreviure a la Primera Guerra Mundial, però va ser volat per la Wehrmacht -forces armades alemanyes- el 1944. El pont actual va ser acabat el 1952 i nomenat del general soviètic Ivan Txerniakhovski. Després de la declaració d'independència de Lituània el 1990, el pont va recobrar el seu nom històric.

## Escultures
El pont compta amb quatre destacats grups escultòrics del realisme soviètic. Tots disposen de dos personatges, que representen les classes socials idealitzades per les autoritats soviètiques -soldats, obrers, pagesos, estudiants-. Tres grups són de 3,2 metres d'alçada -incloent el pedestal-, i el grup dels soldats arriba als 4 metres a causa de la bandera aixecada que sostenen.